# محاري بنفسجي زيتوني
محاري بنفسجي زيتوني (الاسم العلمي: Pleurotus purpureo-olivaceus) هو نوع من الفطريات يتبع جنس المحاري من فصيلة المحارية.